# Ascutotheca
Ascutotheca is een monotypisch geslacht van kevers uit de familie van de klopkevers (Anobiidae).

## Soort
- Ascutotheca germaini Lesne, 1911